# Liste der denkmalgeschützten Objekte in Dorf an der Pram
Die Liste der denkmalgeschützten Objekte in Dorf an der Pram enthält die 5 denkmalgeschützten, unbeweglichen Objekte der Gemeinde Dorf an der Pram im Bezirk Schärding (Oberösterreich).

## Denkmäler
| Foto |                 | Denkmal                                                                                  | Standort                                   | Beschreibung | Metadaten |
| ---- | --------------- | ---------------------------------------------------------------------------------------- | ------------------------------------------ | --- | --- |
| ja   | Datei hochladen | Kath. Pfarrkirche hl. Wolfgang HERIS-ID: 52078 Objekt-ID: 58175                          | Dorf Standort KG: Dorf                     | Der eingezogene niedrige zweijochige Chor hat einen Dreiachtelschluss. Das einschiffige vierjochige Langhaus hat ein Tonnengewölbe. Der Westturm trägt eine Zwiebel und Laterne. | BDA-Hist.: Q22041143 Status: § 2a Stand der BDA-Liste: 2025-06-30 Name: Kath. Pfarrkirche hl. Wolfgang GstNr.: 2493 Pfarrkirche Dorf an der Pram |
| ja   | Datei hochladen | Pfarrhof HERIS-ID: 70913 Objekt-ID: 84056                                                | Dorf 1 Standort KG: Dorf                   | Das zweigeschoßige Gebäude mit Walmdach wurde 1854 erbaut und 1999 bis 2001 renoviert. | BDA-Hist.: Q38126333 Status: § 2a Stand der BDA-Liste: 2025-06-30 Name: Pfarrhof GstNr.: 2548                                                    |
| ja   | Datei hochladen | Kriegerdenkmal HERIS-ID: 70912 Objekt-ID: 84055                                          | bei Dorf 3 Standort KG: Dorf               | Das Kriegerdenkmal befindet sich an der Südmauer der Kirche und wurde 1957 von Maximilian Stockenhuber angefertigt. Es zeit ein Hochrelief des heiligen Georg. | BDA-Hist.: Q38126324 Status: § 2a Stand der BDA-Liste: 2025-06-30 Name: Kriegerdenkmal GstNr.: 2493                                              |
| ja   | Datei hochladen | Kath. Filialkirche hl. Schutzengel, Schutzengel-Kapelle HERIS-ID: 70921 Objekt-ID: 84064 | Kumpfmühl 15, bei Standort KG: Hinterndobl | Die Privatkapelle wurde 1891 von Leopold Raab, Hausbesitzer in Kumpfmühl, nach den Plänen des Architekten Raimund Jeblinger erbaut und 1892 mit Bischof Franz Doppelbauer geweiht. Die Kapelle wurde 1902 baulich erweitert. Nach dem Tod von Leopold Raab ging die Kapelle durch Schenkung am 31. Mai 1924 an die Pfarre Dorf an der Pram. Von 1989 bis 1992 wurde Kirche generalsaniert. | BDA-Hist.: Q23541646 Status: § 2a Stand der BDA-Liste: 2025-06-30 Name: Kath. Filialkirche hl. Schutzengel, Schutzengel-Kapelle GstNr.: 103/2    |
| ja   | Datei hochladen | Kath. Filialkirche hl. Nikolaus HERIS-ID: 52418 Objekt-ID: 59151                         | Natzing 5, bei Standort KG: Hinterndobl    | Die einschiffige dreijochige Saalkirche mit einem Stichkappentonnengewölbe hat ein verbreitertes westliches Joch. Der Chor mit abgetreppten Strebepfeilern und einem Dreiachtelschluss zeigt Stuckrahmen um 1600. Der östliche Dachreiter trägt einen Zwiebelhelm. | BDA-Hist.: Q23541648 Status: § 2a Stand der BDA-Liste: 2025-06-30 Name: Kath. Filialkirche hl. Nikolaus GstNr.: 356                              |